# Kontroverze
Kontroverze (z lat. controversio, od contra-vertere, obrátit proti, nesprávně kontraverze) znamená významnější a delší názorový spor, obvykle vedený na veřejnosti. Podobný význam má polemika.
Odtud označení kontroverzní, sporný, které nechce hodnotit; v moderní době ovšem právě kontroverzní názory a často i osoby přitahují pozornost a označení „kontroverzní“ tak může působit jako reklama. Mezi obvykle diskutovaná témata se řadí například náboženství, sexualita, politika, věda a filosofie. Lze sem zahrnout i ekonomii, historii, sociální témata, zdravotnictví, vzdělání a v neposlední řadě i problematiku rasismu a genderu.

## Historie
V evropské literatuře se kontroverze objevují v římské době kolem politických a soudních případů a byly vedeny řečnicky, obvykle ve shromážděních. Velká kontroverzní a apologetická (obranná) literatura vznikla v raném křesťanství, politické, filosofické i teologické kontroverze se vedly ve středověku a zejména v době reformace. Filosofický spor o podíl vrozeného a získaného ve filosofii poznání (epistemologii) se vede už víc než dvě tisíciletí. Slavné kontroverze 19. století se týkaly například pojetí práva, otázek historie a vědy, národnostních sporů a dalších. V Čechách byl takovou kontroverzí Spor o Rukopisy, Hilsnerova aféra a později Spor o smysl českých dějin.
Kontroverze vznikají ve veřejném životě, v politice, v otázkách etických a mravních, v teologii, ale také ve vědách, typicky o otázkách, které mají i jistý mravní význam. Kolem původně rozdílných názorů se zpravidla objeví také emoce, výpady, případně i urážky. Ze sociologického hlediska je kontroverze důležitá pro zkoumání mentality a chování člověka v dané společnosti v určitém časovém úseku. Hranice kontroverze se neustále posouvají. To, co se v minulosti mohlo zdát kontroverzní, je dnes považováno za jednoznačné a naopak.
Typická kontroverzní témata se málokdy definitivně vyřeší a spor znovu propukne až po čase. Lidé se jim ve společenské konverzaci raději vyhýbají a k věcnému vyjasnění sporu dochází až po delší době, kdy už téma ztratilo svoji výbušnost.

## Kontroverze a média
V dnešní době mají na vznik mnoha kontroverzí velký vliv média, která také většinou uměle vytváří dva názorově proti sobě stojící tábory. Poměr těchto dvou skupin je na počátku vyrovnaný, postupem času se však začne měnit v důsledku mediální manipulace. Zde je jedna ze stran označena za morálně správnou a druhá strana je prezentována jako morálně špatná. Na základě této skutečnosti se zastánci druhé skupiny mohou pod tlakem začít zdráhat projevit svůj názor. Tento problém popisuje Elizabeth Noelle-Neumannová (1973) jako teorii spirály mlčení.

## Kontroverze a věda
Vedle konkrétních oborů, které kontroverze zachycují vlastními organizačními strukturami se kontroverzemi programově zabývá také sociologie vědy. Studium vědeckých kontroverzí klade důraz na symetrické popisy nesouměřitelných pozic, na neracionální metody dosahování vědecké shody (menší důraz na kauzalitu).
Vědci se často neshodují na základních hypotézách a teoriích. Tyto neshody jsou přirozené a většinou vzniknou z rozdílných interpretací dat. Objevují se jednak v rámci procesu ustavování, ale také střídání velkých vědeckých systémů (tzv. paradigmat), které jsou ve fázi „normální vědy“ schopny řešit pouze omezenou oblast vědeckých problémů. Většina vědeckých poznatků je vzájemně propojena, a tak vznik kontroverze často zpochybní i řadu dalších poznatků.
Vědecké kontroverze jsou silně propojeny i s dalšími systémy (náboženství, filozofie, umění...).

### Kontroverze a její rámce
Výzkumem vědeckých kontroverzí se v rámci programu tzv. „empirického realismu“ zabývá Harry M. Collins. Jednou ze známých vědeckých kontroverzí, kterou přibližuje v díle „The Golem: What Everyone Should Know About Science“ (1993), je spor Louise Pasteura a Félixe A. Poucheta (1859). Předmětem sporu byla tzv. spontánní generace, což je pojem teorie, podle kterého za správných podmínek může vzniknout život z neživé hmoty. Pasteur tuto teorii zpochybnil experimentem, kterým měl dokázat, že nový život vznikne jen díky existenci jiné životní formy (přítomnosti bakterie). Pasteur i Pouchet ovšem experimentovali mimo rámec standardních vědeckých metod a proto také přítomnost soukromých struktur, politické manévrování a další okolnosti do velké míry ovlivnily průběh tohoto dlouhotrvajícího sporu.
Společenské vědy, ačkoliv se snaží zachytit všechny možné roviny kontroverzí, samy nejsou od kontroverzí ušetřeny. Známé kontroverze, tentokrát z oblasti sociální psychologie, jsou Stanfordský vězeňský experiment (1971) Philipa Zimbarda nebo Milgramův experiment (1963). Kontroverzní zde nebyly pouze důsledky experimentů na představy o „morálce“ (Zimbardo) a „původu zla“ (Milgram), ale i samotné průběhy experimentů.

### Kontroverze a medicína
Kontroverze mají veliký význam v současném i minulém vývoji medicíny. Příkladem mohou být kontroverze kolem nevyléčitelných nemocí a tzv. chronických onemocnění. Pacienti se zde často stávají obětmi samozvaných léčitelů (expertů mimo oficiální rámec institucí), kteří slibují vyléčení alternativní léčbou. Tyto kontroverze poukazují na skutečnost, že samotná expertíza je důležitým předmětem sporu.
Hodnocení expertů (lékařů) jsou kontroverzní také v rovině doprovodného jevu odlivu lidského kapitálu (tzv. 'brain-drain') i kolem hodnot titulů. Kontroverze se dále objevují kolem udělování Nobelovy ceny. Například u Nobelovy ceny za fyziologii a lékařství za objev inzulínu (1923, Frederick Banting a John James Rickard Macleod) byl zpochybňován přínos jednoho z nositelů ceny (Macleodův). Udělení Nobelovy ceny za fyziologii a lékařství, které vyvolalo kontroverzi, se vztahuje také k roku 1949, a sice za vývoj lobotomie jako kontroverzní metody (António Egas Moniz).

### Kontroverze a umění
Umělci mohou svá díla tvořit jako prostředek k vyjádření názoru, který není všem sympatický, nebo není etické vyslovit, či jinými prostředky názor sdělit k protestu v rámci některé veřejné kauzy. Kontroverze v umění zároveň nemusí být „úmyslem“ autora, často vznikají působením různých faktorů, a to nejen estetických a politických.

Kontroverzní dílo umělce Banksyho – „líbající se policisté“

Mezi kontroverzní umělce dnešní doby patří například Richard Prince, který prodával velké tisky cizích fotek ze sociální sítě Instagram, a slavný „street art“ umělec Banksy, u něhož je předmětem kontroverze nejen význam jeho děl, ale i tvorba na veřejném prostranství. Mezi jeho díla hodnocená jako kontroverzní patří například „líbající se policisté“. V České republice ke kontroverzním autorům patří například David Černý a jeho „Gesto“ – zobrazující zdvižený prostředník vztyčený z loďky na Vltavě směrem na Pražský hrad.

## Teorie konfliktu (konfliktualismus)
Teorie konfliktu (konfliktualismus) se zabývá problematikou moci a nerovnosti ve společnosti, která je rozdělena do několika skupin, jež se snaží prosadit určitý názor, většinou svůj vlastní, na úkor ostatních (protistran). Podle této teorie je vždy pouze část zúčastněných zvýhodněna a ostatní jsou nuceni se přizpůsobit. Teorie konfliktu v podstatě koreluje s kontroverzí. V některých případech se jedná o shodnou záležitost. Opakem této teorie je teorie konsenzuální, která chápe kontroverzi jako cestu k nalezení společného závěru.